# Bondhusbreen
Bondhusbreen (ou glacier Bondhus) est une langue du glacier Folgefonna, dans le comté de Vestland, en Norvège.

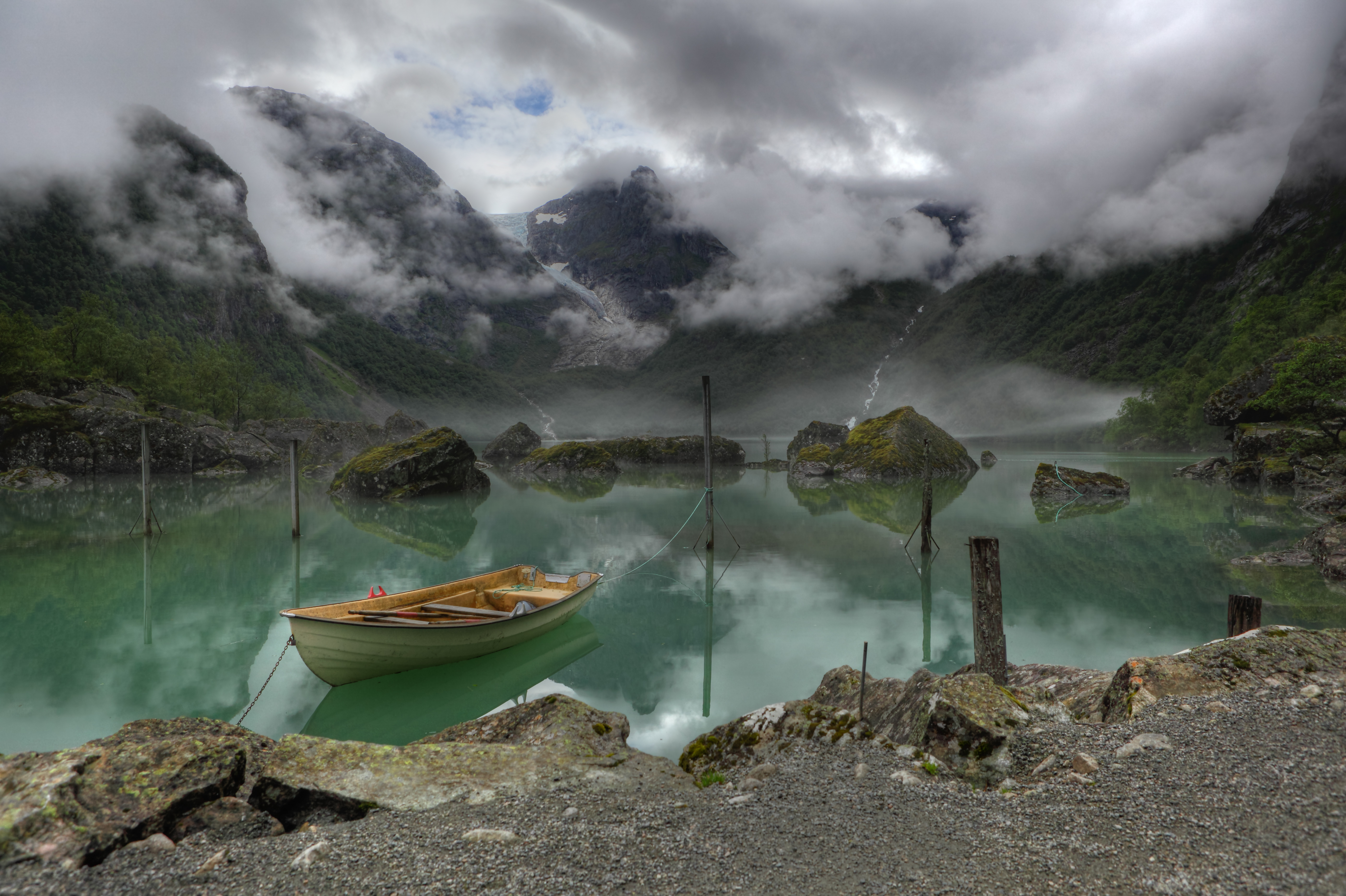
Le lac Bondhus avec, en arrière-plan, le Bondhusbreen.